# Holascus fibulatus
Holascus fibulatus är en svampdjursart som beskrevs av Schulze 1886. Holascus fibulatus ingår i släktet Holascus och familjen Euplectellidae.
Artens utbredningsområde är Sydaustralien. Inga underarter finns listade i Catalogue of Life.